# Cristina Esteves
Cristina Esteves (31 de outubro de 1972) é uma jornalista portuguesa.

## Carreira
Licenciou-se em Direito, em 1995, na Faculdade de Direito da Universidade de Lisboa. Entre 1991 e 1996, foi apresentadora da RTP, tendo começado em programas como "Grande Área", com Mário Zambujal e "Você Decide". Trabalha como jornalista e pivô no canal de televisão público português desde 1996. Actualmente apresenta programas de informação na RTP1 e RTP3.

## Vida pessoal
Cristina Esteves tem três filhos.